# Gli (gatto)

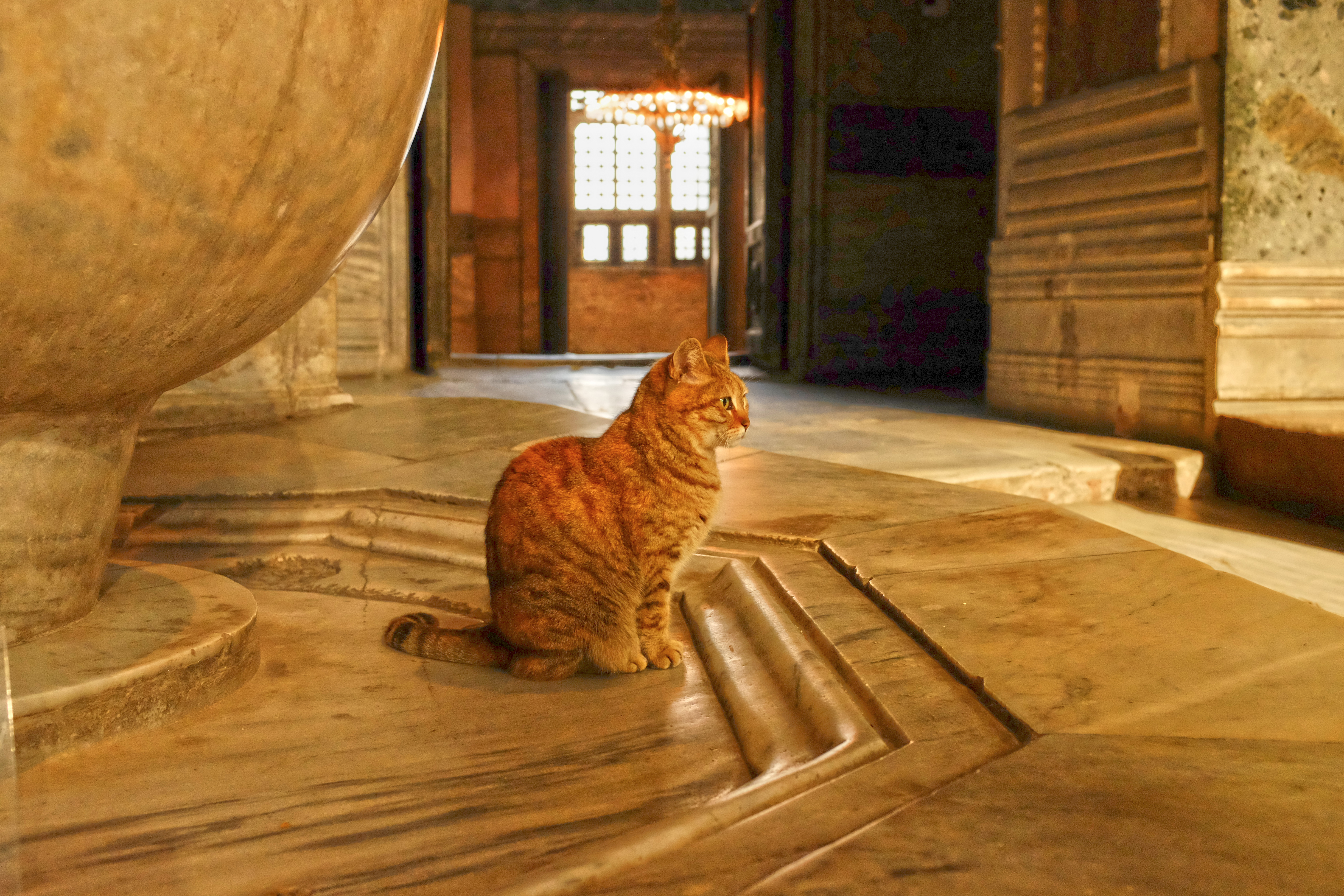
Gli all'interno di Santa Sofia in un'immagine del 2014 quando aveva 10 anni

Gli, (Istanbul, 2004  – Levent, 7 novembre 2020) è stata una gatta vissuta a Istanbul nella grande moschea di Santa Sofia.

## Storia

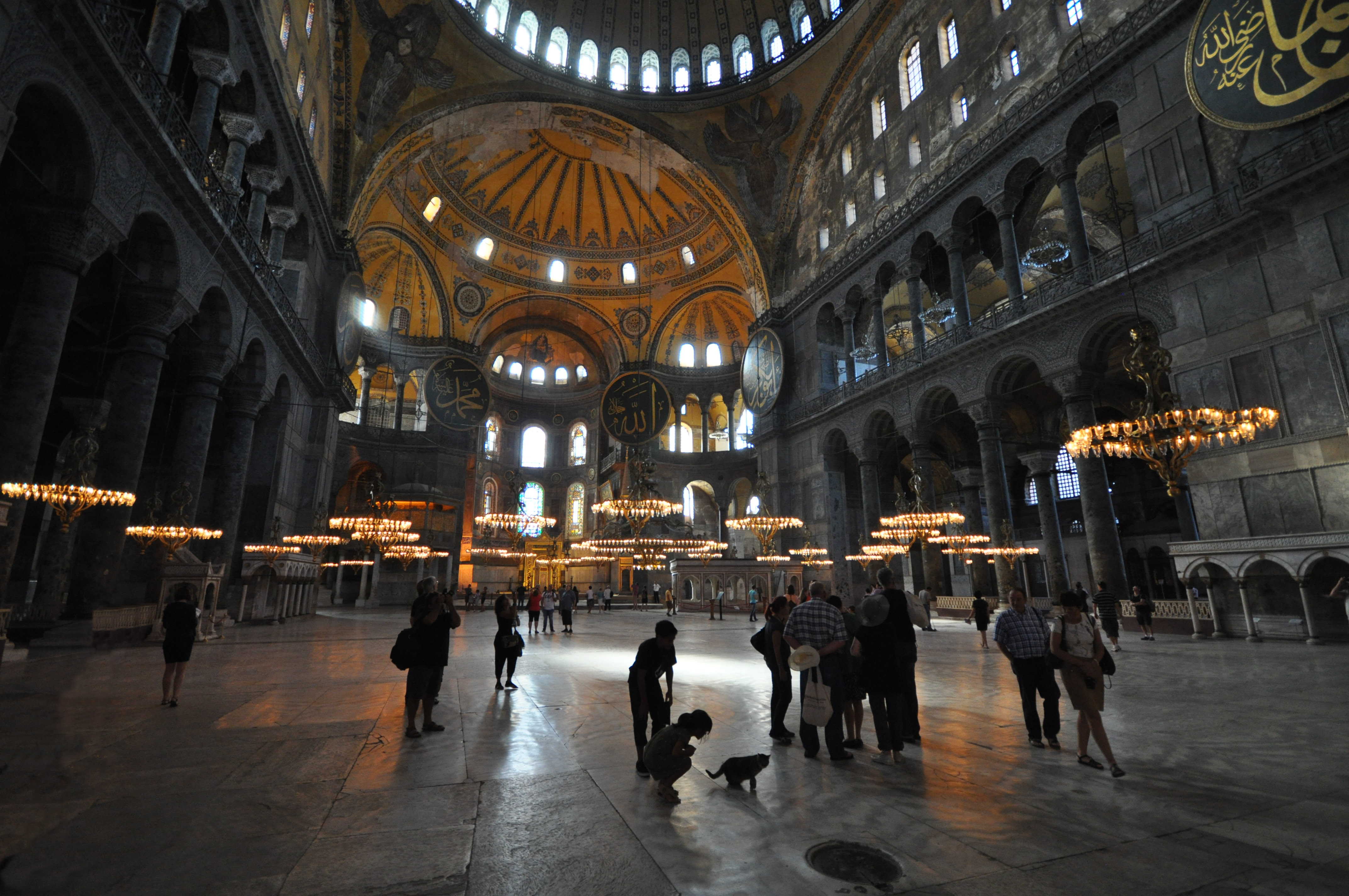
Un gruppo di persone attorno a Gli

Gli, che originariamente era conosciuta come Gri, era una comune gatta di Istanbul divenuta famosa per vivere nella ex basilica di Santa Sofia. Era nata nell'edificio ed aveva due fratelli, Pati e Kızım. Divenne una vera celebrità nel 2009 quando il presidente degli Stati Uniti d'America, Barack Obama, visitò il tempio insieme all'allora primo ministro turco, Recep Tayyip Erdoğan e la accarezzò. Gli visse nell'edificio con la residenza ufficialmente registrata. Dopo quella visita in molti la cercarono appositamente e non semplicemente incontrandola per caso. Dopo sedici anni di vita nel tempio divenuto museo Gli si è ammalata nel mese di settembre del 2020. La gatta è stata spostata in una clinica veterinaria privata a Levent dal 24 settembre dove è morta per vecchiaia due mesi dopo. La notizia è stata data dall'allora governatore di Istanbul e futuro ministro degli Interni della Turchia Ali Yerlikaya sui social media.